# Округ Јоукум (Тексас)
Округ Јоукум (енгл. Yoakum County) је округ у америчкој савезној држави Тексас. По попису из 2010. године број становника је 7.879.

## Демографија
Према попису становништва из 2010. у округу је живело 7.879 становника, што је 557 (7,6%) становника више него 2000. године.
| Група             | 2000.         | 2010.         |
| Белци             | 3.793 (51,8%) | 3.090 (39,2%) |
| Афроамериканци    | 102 (1,4%)    | 70 (0,9%)     |
| Азијати           | 9 (0,1%)      | 31 (0,4%)     |
| Хиспаноамериканци | 3.363 (45,9%) | 4.622 (58,7%) |
| Укупно            | 7.322         | 7.879         |